# Haverhill (New Hampshire)
Pour les articles homonymes, voir Haverhill.
La ville de Haverhill est le siège du comté de Grafton, situé dans le New Hampshire, aux États-Unis.